# Équipe des Comores féminine de football des moins de 20 ans
Maillots
L'équipe des Comores de football féminin des moins de 20 ans est l'équipe nationale qui représente les Comores dans les compétitions de football féminin réservées aux moins de 20 ans. Elle est gérée par la Fédération comorienne de football (FCF).
Son premier match officiel a lieu le 29 octobre 2011 à Gaborone contre le Botswana dans le cadre des éliminatoires de la Coupe du monde de football féminin des moins de 20 ans 2012, perdu sur le score de 6-1.